# Wolfram Wittekind
Wolfram Wittekind (* in Hilden) ist ein deutscher Sänger und Kirchenmusiker.
Wittekind wuchs in Wanne-Eickel auf und studierte evangelische Kirchenmusik an der Robert Schumann Hochschule in Düsseldorf. Nach dem A-Examen im Jahr 1992 ergänzte er  seine Ausbildung mit einem Studium des Gesangs bei Hans-Dieter Saretzki. Sein Abschlussexamen legte er mit dem Prädikat „mit Auszeichnung“ ab. Er ergänzte seine Gesangsstudien bei Edeltraud Blanke, Otto Hieronimi und Gundula Hintz.
Er errang bei den Hersfelder Festspielen als Don José (Carmen) den Orpheus-Preis für Nachwuchssänger. Wittekind singt im italienischen Fach an verschiedenen Opernhäusern Deutschlands, so in Hagen, Potsdam, Brandenburg und Eisenach. Ein weiterer Schwerpunkt seiner künstlerischen Tätigkeit ist das Oratorium. Konzertreisen führten ihn nach Italien, Israel, Vietnam und in die USA.